# Nkongwe
Nkongwe är ett vattendrag i Burundi.   Det ligger i provinsen Ruyigi, i den centrala delen av landet, 90 km öster om huvudstaden Bujumbura.
I omgivningarna runt Nkongwe växer huvudsakligen savannskog. Runt Nkongwe är det ganska tätbefolkat, med 172 invånare per kvadratkilometer.